# Jouko Parviainen
Jouko Parviainen (* 4. März 1958 in Kuopio) ist ein ehemaliger finnischer Nordischer Kombinierer.
Seine erste Platzierung in den Punkterängen bei einem Wettkampf im Rahmen des Weltcups der Nordischen Kombination erreichte Parviainen am 2. März 1985 in Lahti, als er in einem Gundersen-Wettkampf von der Normalschanze mit einer sich daran anschließenden Langlaufdistanz über 15 Kilometer den zehnten Platz belegte. Sein bestes Resultat in dieser Wettbewerbsserie war ein vierter Platz am 13. Dezember 1986 im kanadischen Canmore. Die beste Platzierung im Gesamtweltcup hatte er bereits zuvor in der Saison 1985/86 mit dem 15. Rang erzielt. Parviainen nahm an den Olympischen Winterspielen 1988 in Calgary teil, wo er im Teamwettbewerb gemeinsam mit Pasi Saapunki und Jukka Ylipulli Siebter wurde.
| Saison  | Platz | Punkte |
| ------- | ----- | ------ |
| 1984/85 | 27.   | 09     |
| 1985/86 | 15.   | 21     |
| 1986/87 | 16.   | 23     |